# FC 로셍오르드
FC 로셍오르드(스웨덴어: FC Rosengård)는 스코네주 말뫼를 연고로 하는 스웨덴의 프로 여자 축구 클럽이다. 1970년에 말뫼 FF 담(Malmö FF Dam)이라는 이름으로 창단되었으며, 2007년에 LdB FC 말뫼(LdB FC Malmö)를 거쳐 2013년에 현재와 같이 바뀌었다. 현재는 스웨덴 여자 축구 리그인 다말스벤스칸(Damallsvenskan)에 참여하고 있다.

## 성적
- 다말스벤스칸: 14회 우승 (1986, 1990, 1991, 1993, 1994, 2010, 2011, 2013, 2014, 2015, 2019, 2021, 2022, 2024), 11회 준우승 (1989, 1996, 1997, 1998, 1999, 2000, 2001, 2002, 2005, 2012, 2016)
- 디비시온 1 남부(Division 1 Södra): 1회 우승 (1986)
- 디비시온 2 남예탈란드(Division 2 Södra Götaland): 1회 우승 (1980)
- 여자 스벤스카 쿠펜: 5회 우승 (1990, 1997, 2016, 2017, 2018), 2회 준우승 (2003, 2015)
- 여자 스벤스카 수페르쿠펜: 4회 우승 (2011, 2012, 2015, 2016)